# Rolf Dahlström (politiker)
Rolf Erik Edvard Dahlström, född 20 februari 1927 i Gällivare, död 30 oktober 1982 i Kiruna, var en svensk skolledare och socialdemokratisk kommunalpolitiker.
Dahlström, som var son till järnvägstjänsteman Alf Dahlström och Ina Blombäck, avlade studentexamen i Kiruna 1947 och folkskollärarexamen i Uppsala 1952. Han blev folkskollärare i Abisko 1952, i Kiruna 1956 och var rektor för Triangelskolan där från 1964. Han invaldes i Kiruna stadsfullmäktige 1954 och blev ordförande där 1967. Han var även ledamot av drätselkammaren och under sina sista år kommunalråd. Han var bland annat ordförande i barnavårdsnämnden, socialnämnden samt ordförande i Arbetarnas bildningsförbunds lokalavdelning och i Kiruna SAP-krets. Han skrev Kiruna kommun och LKAB-strejken (i Norrbotten väger tungt: då-nu-sedan, festskrift till Torsten Göransson, redaktion av Sven-Eric Brunnsjö, utgiven av LKAB, 1972).